# کازئو موری‌موتو
کازئو موری‌موتو (متولد ۱۹۷۰) ایران‌شناس ژاپنی و استاد دانشگاه توکیو است. او در سال ۲۰۰۴ با نگارش رساله‌ای تحت‌عنوان سادات، نسب‌شناسان، نقبا: پژوهشی در آثار نسب‌شناسانهٔ سادات/شرفا از اواخر قرن دهم تا قرن پانزدهم از دانشگاه توکیو دکترا گرفت. او برای نگارش همین رساله برگزیدهٔ اولین دورهٔ جشنوارهٔ بین‌المللی فارابی شد.

## آثار
- Kazuo Morimoto (ed.), “Kingship and Political Legitimacy in the Persianate World,” symposium, Journal of Persianate Studies 12-2 (2020.1), pp. 175-287. (“Symposium” in JPS is a mini-special issue, including an introduction and four articles in this case.)
- Kazuo Morimoto (ed.), Sayyids and Sharifs in Muslim Societies: The Living Links to the Prophet, London and New York: Routledge, 2012, xii + 276 pp.
- Kazuo Morimoto (ed.), “Shiʿi Studies,” special issue, Orient 44 (2009.3): pp. 1-120.